# Abedin Nepravishta
Abedin Nepravishta (ur. 19 września 1889 we wsi Kuç k. Wlory, zm. 1975 w Fierze) – albański polityk i działacz narodowy, burmistrz Tirany w latach 1933-1935 i 1937–1939.

## Życiorys
Syn urzędnika osmańskiego Fazlliego Nepravishty i Razije. W 1911 ukończył w Stambule szkołę Mekteb-i-Mylkie-i-Sehahané dla urzędników osmańskich. W latach 1911-1912 pracował na stanowisku sekretarza w osmańskim ministerstwie finansów, a następnie na stanowisku podprefekta Imperium Osmańskiego w Përmecie. W 1912 podporządkował się rządowi Ismaila Qemala i otrzymał stanowisko zastępcy prefekta Lushnji, a następnie Mallakastry. W czasie I wojny światowej prowadził działalność handlową.
W 1920 był jednym z organizatorów obrad kongresu działaczy narodowych w Lushnji. W latach 1921–1924 kierował prefekturą w Elbasanie, a w 1924 w Szkodrze. W czasie zamachu stanu dokonanego przez zwolenników Fana Noliego w czerwcu 1924, opowiedział się po stronie Ahmeda Zogu. W 1925 objął stanowisko dyrektora Narodowego Banku Albanii. W latach 1927–1928 był burmistrzem Durrës, następnie kierował prefekturą w Korczy, zaś w latach 1931-1933 prefekturą we Wlorze. Był inicjatorem przebudowy Wlory na początku lat 30.
W początkach lat 30. kierował Narodowym Bankiem Albanii. W 1933 po raz pierwszy objął stanowisko burmistrza Tirany. W okresie jego rządów rozpoczęto realizację projektu przebudowy Tirany, według projektu włoskiego architekta Armando Brasiniego. W tym czasie wytyczono główną arterię Tirany (dzisiejszy Bulwar Dëshmorët e Kombit), prowadzącą od Placu Skanderbega do głównego budynku Uniwersytetu Tirańskiego.
Po inwazji włoskiej na Albanię w 1939, Nepravishta odmówił współpracy z okupantem i został internowany przez władze włoskie. Powrócił do Tirany w roku 1942 i zajął się handlem. Po przejęciu władzy przez komunistów został uwięziony i w kwietniu 1945 skazany na 20 lat więzienia jako wróg ludu. Karę odbywał w więzieniu w Burrelu, które opuścił w roku 1962. W 1967 został internowany w Ndërnenas k. Fieru, gdzie zmarł osiem lat później.
Był żonaty, miał pięcioro dzieci. Imieniem Abedina Nepravishty nazwano ulice w Tiranie i Wlorze.